# Hoya venusta
Hoya venusta är en oleanderväxtart som beskrevs av Rudolf Schlechter. Hoya venusta ingår i släktet Hoya och familjen oleanderväxter. Inga underarter finns listade i Catalogue of Life.